# Harris Yulin
Harris Yulin (Los Angeles, 5 de novembro de 1937 – Nova Iorque, 10 de junho de 2025) foi um ator americano, que já apareceu mais de cem filmes e séries de televisão como como Scarface (1983), Ghostbusters II (1989), Clear and Present Danger (1994), Looking for Richard (1996), Bean (1997), The Hurricane (1999), Training Day (2001), Rush Hour 2 (2001), além do sitcom Frasier, cuja interpretação lhe rendeu uma indicação ao Primetime Emmy Award em 1996.
Yulin nasceu em Los Angeles, na Califórnia, em 1937. Ele foi criado em um lar judaico. Yulin estudou na Universidade da Califórnia, onde estudou com o ator Jeff Corey. Ele fez sua estréia na Broadway em 1963.
Yulin namorou a atriz Faye Dunaway entre 1971 e 1972. Ele foi casado com a atriz Gwen Welles até a morte dela, em 1993. Seu segundo casamento foi com Kristen Lowman. Morreu em 10 de junho de 2025, na cidade de Nova Iorque, vítima de uma parada cardíaca.